# Acid linoleic
Acid linoleic este un acid gras esențial omega-6 cu formula chimică COOH(CH2)7CH=CHCH2CH=CH(CH2)4CH3. Ambele legături duble prezintă izomerie cis. Este uneori notat 18:2 (n-6) sau 18:2 cis-9,12. Sărurile sau esterii acestui acid se numesc linoleați.
Acid linoleic este un compus incolor sau alb, uleios, insolubil în apă dar solubil în mulți solvenți organici. În natură, se regăsește majoritar sub formă de trigliceride și mai rar sub formă de acid gras liber. Este unul dintre cei doi acizi grași esențiali pentru om, aceștia fiind preluați în organism prin dietă.
Denumirea sa provine din latină, unde linum înseamnă „in”, iar oleum înseamnă „ulei”, făcând referire la faptul că a fost izolat pentru prima dată din uleiul de in.